# Spoudaiogeloion
 (octobre 2024).
La mise en forme du texte ne suit pas les recommandations de Wikipédia : il faut le « wikifier ».
Les points d'amélioration suivants sont les cas les plus fréquents :
- Les titres sont pré-formatés par le logiciel. Ils ne sont ni en capitales, ni en gras.
- Le texte ne doit pas être écrit en capitales (les noms de famille non plus), ni en gras, ni en italique, ni en « petit »…
- Le gras n'est utilisé que pour surligner le titre de l'article dans l'introduction, une seule fois.
- L'italique est rarement utilisé : mots en langue étrangère, titres d'œuvres, noms de bateaux, etc.
- Les citations ne sont pas en italique mais en corps de texte normal. Elles sont entourées par des guillemets français : « et ».
- Les listes à puces sont à éviter, des paragraphes rédigés étant largement préférés. Les tableaux sont à réserver à la présentation de données structurées (résultats, etc.).
- Les appels de note de bas de page (petits chiffres en exposant, introduits par l'outil «  Source ») sont à placer entre la fin de phrase et le point final[comme ça].
- Les liens internes (vers d'autres articles de Wikipédia) sont à choisir avec parcimonie. Créez des liens vers des articles approfondissant le sujet. Les termes génériques sans rapport avec le sujet sont à éviter, ainsi que les répétitions de liens vers un même terme.
- Les liens externes sont à placer uniquement dans une section « Liens externes », à la fin de l'article. Ces liens sont à choisir avec parcimonie suivant les règles définies. Si un lien sert de source à l'article, son insertion dans le texte est à faire par les notes de bas de page.
- La présentation des références doit suivre les conventions bibliographiques. Il est recommandé d'utiliser les modèles {{Ouvrage}}, {{Chapitre}}, {{Article}}, {{Lien web}} et/ou {{Bibliographie}}. Le mode d'édition visuel peut mettre en forme automatiquement les références.
- Insérer une infobox (cadre d'informations à droite) n'est pas obligatoire pour parachever la mise en page.

Pour une aide détaillée, merci de consulter Aide:Wikification.
Si vous pensez que ces points ont été résolus, vous pouvez retirer ce bandeau et améliorer la mise en forme d'un autre article.
Spoudaiogeloion (grec moderne : σπουδαιογέλοιον) est un terme exprimant le mélange d'éléments stylistiques sérieux et comiques. Le mot provient du grec σπουδαῖον spoudaion, « sérieux », et γελοῖον geloion, « comique ».
Le concept derrière ce mot, pas le mot en lui-même, apparaît d'abord chez Aristophane, aux vers 389-893 des Grenouilles (en 405 av. J.C.), dans une scène où le chœur prie pour la victoire : καὶ πολλὰ μὲν γελοῖά μ’ εἰπεῖν, πολλὰ δὲ σπουδαῖα, καὶ τὴς σὴς ἑορτὴς ἁείως παίσαντα καὶ σκώψαντα νικήσαντα ταινιούσθαι (« fais que je puisse toujours et sans trouble me livrer aux jeux et à la danse ; me répandre en mots plaisants et en propos sérieux, dignes de ta fête, et, vainqueur en badinage et en raillerie, être couronné de bandelettes ! »). Le concept apparaîtra majoritairement dans la littérature de l'antiquité.
Le spoudaiogeloion est surtout présent dans les poèmes satiriques et les contes populaires de par leur ton amusant mais où un message sérieux, souvent d'ordre moral, est présent. Ce style comique-sérieux est devenu l'un des outils langagiers le plus fameux des cyniques, parmi lesquels Diogène de Sinope s'illustra le plus. Pour autant, celui qui en développa le plus cet outil ne fût pas l'exilé de Sinope mais l'un de ses disciples, Ménippe de Gadara. 

Un exemple fameux est cet apophtegme que rapporte Diogène Laërce à propos de Diogène de Sinope: "Ayant allumé une lanterne en plein jour, il dit : « je cherche un homme ». L'apparence absurde de ce geste prête au rire, pourtant c'est une réflexion proprement philosophique qui se dégage de ce propos de Diogène: il cherche un homme véritable, un sage, et au milieu de la foule, en plein jour, il n'en trouve aucun.

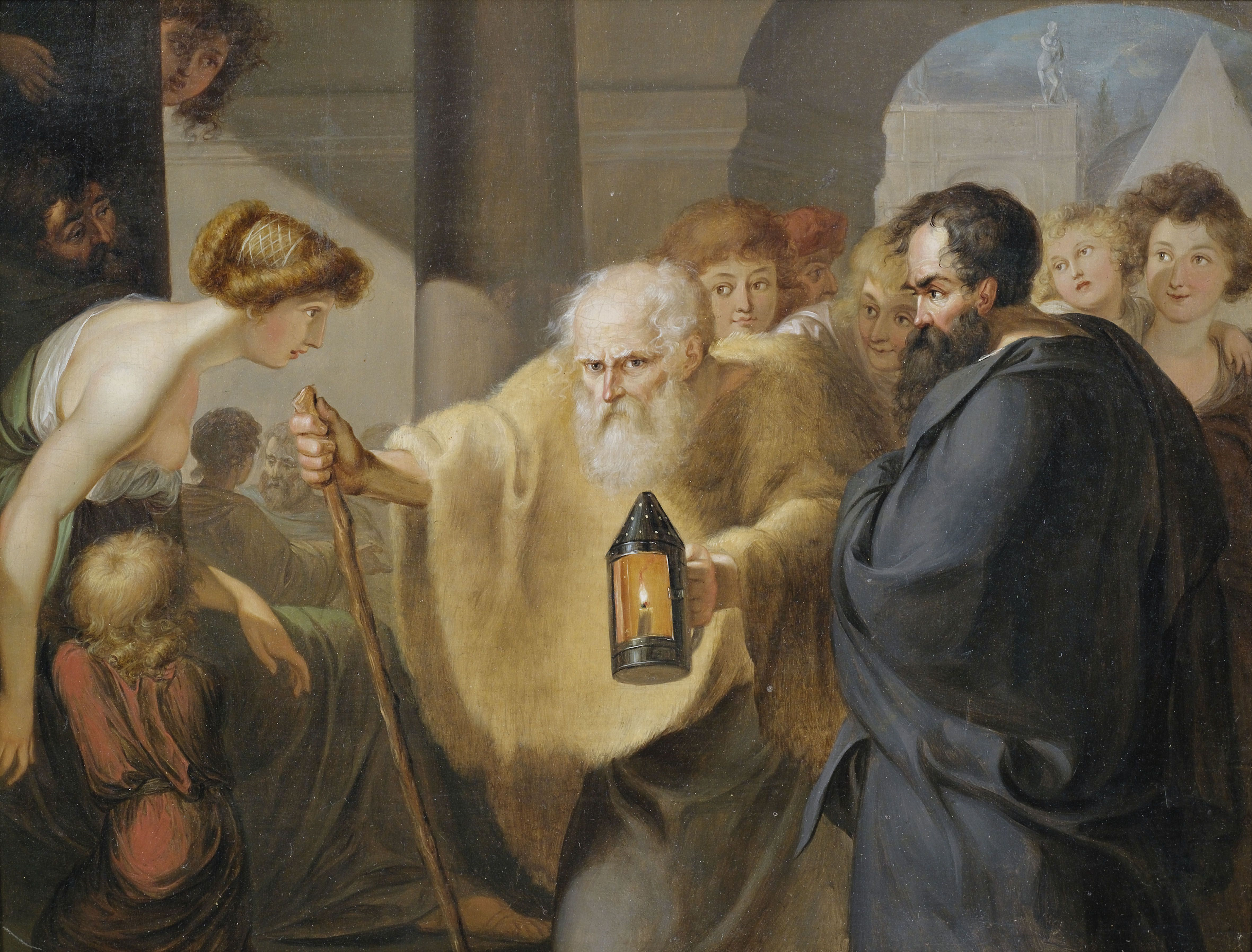
Diogène le cynique cherchant ironiquement un homme dans la foule.

## Exemples
- Satires I de Horace
- Vies, doctrines et sentences des philosophes illustres de Diogène Laërce
- Ménippe ou le dialogue des morts de Lucien